# Kočićevo
Kočićevo je naseljeno mjesto u sastavu općine Bosanska Gradiška, Republika Srpska, BiH. 

## Povijest
Katolički svećenik, franjevac fra Tomo Ivković, u kanonskim pohodima 1626 - 1630. godine spominje u svojim zapisima selo Junuzovce - sadašnje Kočićevo (preimenovano 1950.). Obilazeći banjalučke župe naveo je čak i podatak o broju kuća i stanovništvu. "30 kuća od toga 4 katoličke kuće sa ukupno 362 stanovnika." Podatak datira iz 1742 godine. Tadašnji Junuzovci se spominju kao posebno selo još 1737. godine premd se iz tih zapisa ne navodi posebno po čemu.
Dana 14. studenog 1941., naredbom je promijenjeno ime mjesta Kočićevo u Junuzovci.

## Stanovništvo
| Kočićevo           |              |              |              |
| godina popisa      | 1991.        | 1981.        | 1971.        |
| Srbi               | 596 (94,45%) | 703 (95,00%) | 760 (98,06%) |
| Hrvati             | 2 (0,31%)    | 2 (0,27%)    | 1 (0,12%)    |
| Muslimani          | 1 (0,15%)    | 1 (0,13%)    | 0            |
| Jugoslaveni        | 29 (4,59%)   | 29 (3,91%)   | 4 (0,51%)    |
| ostali i nepoznato | 3 (0,47%)    | 5 (0,67%)    | 10 (1,29%)   |
| ukupno             | 631          | 740          | 775          |

### Članci
- Samardžija, Marko. 2003. Promjene imena hrvatskih naseljenih mjesta od mjeseca travnja do kraja godine 1941. Folia onomastica Croatica. Filozofski fakultet Sveučilišta u Zagrebu. Zagreb.  (12/13): 425–432